# Municipio de Tepalcingo
El municipio de Tepalcingo es uno de los 36 municipios en que se encuentra dividido el estado mexicano de Morelos, localizado en su región sureste. Su cabecera es la localidad de Tepalcingo.

## Toponimia
Proviene de la raíz náhuatl: tekpa-tl: "pedernal", tzintli: "salva honor", tzinco: "parte trasera de un individuo",  por lo que finalmente quiere decir: tekpatzinko: "abajo o detrás de los pedernales".

## Historia
Las fuentes mexicas describen con detalle la organización de su economía tributaria del territorio que hoy conocemos como Estado de Morelos. Las unidades políticas mayores de Morelos en los albores del siglo XVI eran Cuauhnáhuac (hoy Cuernavaca) y Huaxtepec (hoy Oaxtepec), con más de 50 mil habitantes cada una.
Tepalcingo pertenecía a la provincia de Huaxtepec y después de la conquista española se suprime la provincia de Huaxtepec como unidad política mayor a nivel imperial, dividiéndose en cinco unidades; Huaxtepec, Yautepec, Tepoztlán, Yecapichtlán y Totolapan, quedando Tepalcingo sujeto a Yecapixtla. En 1445, según lo indica el códice mendocino, los aztecas encabezados por Moctezuma, conquistaron Tepalcingo, no sin haber presentado fuerte resistencia sus moradores, fueron sometidos para obligarlos a entregar tributo a los aztecas o mexicas.
Además, se dice[cita requerida] que en el siglo XIII, una tribu mixteca eligió este lugar como el adecuado para formar el pueblo de Tepalcingo, se cree que fue en el barrio de la Concepción donde tuvo su principio y fundación, en el año de 1272, por un grupo de personas de la etnia mixteca que se desprendió de lloala que hoy es conocido como Iguala Guerrero. También se cree que se poblaron los cerros de Zopiloapan lo que los ancianos llamaban pueblo viejo, que se localiza al poniente de Tepalcingo, aunado al hecho de que ahí se han encontrado ruinas que acreditan que habitaron en ese lugar los tepalcincas.

### Hechos históricos
| Año       | Acontecimiento |
| --------- | --- |
| 1521      | Muy cerca del municipio (específicamente en Quebrantadero, Axochiapan) se establece por Cortés la "Cría Caballar". |
| 1559-1782 | Se construye el santuario de Jesús Nazareno.                                                                       |
| 1869      | Se crea el Estado de Morelos y Tepalcingo como municipio de él.                                                    |
| 1919      | Emiliano Zapata se entrevista con Guajardo en la Estación del Pastor.                                              |

### Personajes Ilustres
Los mártires de Tepalcingo:
Llamados así por haber perecido por el gobierno en la revolución mexicana: Dionisio Gómez, Severiano Pérez, Claudio Pérez, Isabel X., Macedonio Coyote, Martín Barba, Epifanio Vázquez, Severiano Pariente, Severiano Trejo y Leonel Rodríguez Ríos.

## Demografía

### Localidades
En el censo de 2020 el municipio de Tepalcingo contaba con 42 localidades.
| Código INEGI      | Localidad          | Población (2020) |
| ----------------- | ------------------ | ---------------- |
| 170190001         | Tepalcingo         | 13 403           |
| 170190002         | Atotonilco         | 3 539            |
| 170190005         | Ixtlilco el Grande | 3 495            |
| 170190003         | Huitchila          | 2 186            |
| 170190011         | Zacapalco          | 1 833            |
| 170190004         | Ixtlilco el Chico  | 1 432            |
| Otras localidades | Otras localidades  | 2 234            |
| Total municipal   | Total municipal    | 28 122           |

## Política y Gobierno

### Municipio
El gobierno del municipio de Tepalcingo está conformado por un ayuntamiento, mismo que está integrado por el presidente Municipal, un síndico (ambos electos por el principio de mayoría relativa) y el cabildo, conformado por tres regidores (electos por el principio de representación proporcional). Todos son electos mediante voto universal, directo y secreto para un periodo de tres años, reelegibles para un único periodo inmediato.

Actualmente el municipio es gobernado por el Partido Nueva Alianza Morelos, luego de haber triunfado en las elecciones estatales de 2024.

### Cronología de Presidentes Municipales
| Periodo   | Presidente                     |
| 1958-1960 | Cruz Pariente                  |
| 1961-1963 | Gil Tepexpa                    |
| 1964-1966 | Maximino Mendoza Umaña         |
| 1967-1970 | Jesús Gutiérrez Domínguez      |
| 1970-1973 | Onesimo Vergara Montesinos     |
| 1973-1976 | Manuel Tajonar Reyes           |
| 1976-1979 | Manuel Flores Quintero         |
| 1979-1982 | Roberto Gracia Coria           |
| 1982-1985 | Irma Olivan Rebollo            |
| 1985-1988 | Martín Ixpango Cierto          |
| 1988-1991 | Jorge Coria Chepetla           |
| 1991-1994 | Lorenzo Ernesto García Ramírez |
| 1994-1997 | Barué López Corona             |
| 1997-2000 | Dagoberto Reyes Aguilar        |
| 2000-2003 | Galdino Ríos Molina            |
| 2003-2006 | Miguel Ángel Flores Torres     |
| 2006-2009 | José Luis Olvera Velona        |
| 2009-2012 | Javier Mendoza Aranda          |
| 2013-2015 | Juan Manuel Sánchez Espinoza   |
| 2016-2018 | Alfredo Sánchez Vélez          |
| 2019-2021 | Alfredo Sánchez Vélez          |
| 2022-2024 | Jesús Juan Rogel Sotelo        |
| 2025-2027 | Alfredo Sánchez Vélez          |

### Representación Legislativa
Para la elección de diputados locales al Congreso del Estado de Morelos y de diputados federales a la Cámara de Diputados del Congreso de la Unión, el municipio de Tepalcingo se encuentra integrado en los siguientes distritos electorales:
Local:
- Distrito electoral local 4 de Morelos, con cabecera en Axochiapan.

Federal:
- Distrito electoral federal 3 de Morelos, con cabecera en Cuautla.

## Medio físico

### Localización
El municipio se ubica geográficamente entre los paralelos 18°26' de latitud norte y los 98°18' de longitud oeste del meridiano de Greenwich, a una altitud de 1100 metros sobre el nivel del mar.

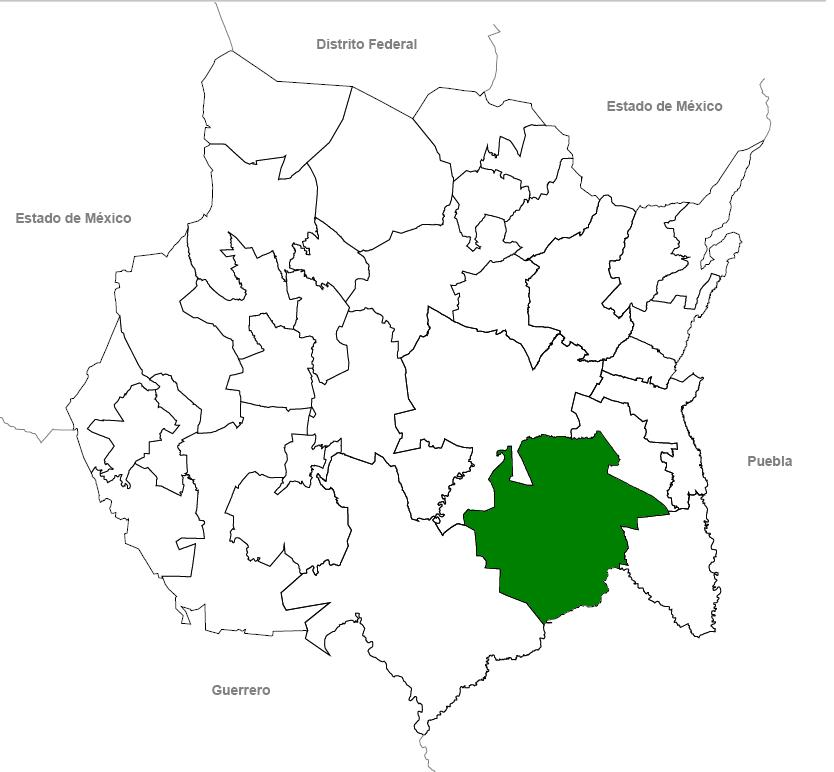
Ubicación de Tepalcingo en el estado de Morelos

Limita al norte con Ayala y Jonacatepec; al sur con Tlaquiltenango y el Estado de Puebla; al este con Axochiapan y Jonacatepec; y al oeste con Ayala y Tlaquiltenango.
| Noroeste: Ayala               | Norte: Ayala | Nordeste: Jonacatepec          |
| Oeste: Tlaquiltenango / Ayala |              | Este: Jonacatepec / Axochiapan |
| Suroeste: Tlaquiltenango      | Sur: Puebla  | Sureste: Axochiapan            |

### Extensión
Tiene una superficie de 349,713 kilómetros cuadrados, cifra que representa el 7,05 por ciento del total del Estado

### Orografía
Las zonas accidentadas abarcan el 50 por ciento del territorio de este municipio que es altamente montañoso y tiene bastantes elevaciones, entre ellas destacan los cerros de Cacalote, del Jumil, y el de Tesquican que llegan a los 1500 metros de altura. La elevación más importantes del municipio se encuentra en los límites con el estado de Puebla y el municipio de Tlaquiltenango, y es el cerro Frío, que tiene una altura de 1700 metros. En la cota de los 1450 metros encontramos a los cerros Margarita y Melonar; en los 1,400 metros el cerro Olicornio; en los 1350 metros están los cerros del Diablo y del Mogote. 
Entre las elevaciones que se encuentran en la cota de los 1300 metros, destacan los cerros de Pápalo, del Pericón y la mesa de los Cuilotes; a 1250 metros se encuentran los cerros Coachic, de La Zapatera, el de Las Pilitas, y la loma larga de Tlacoatzingo; en los 1250 metros encontramos a los cerros de Mozochú en la parte sur del municipio, limitando en el estado de Puebla. Las zonas planas se encuentran en la parte central.

### Hidrografía
Se cuenta con los escurrimientos de la barranca de Amayuca, que se transforma en el río Tepalcingo, abajo de la cabecera municipal, recibe las aguas de los manantiales de Atotonilco. Pasa cerca de Ixtlilco el Grande y sirve de límite a este municipio con el de Axochiapan. Unos kilómetros más abajo recibe las aguas del arroyo Texcaltepec.

### Clima
De a cuerdo a la clasificación de köpen, modificado por García (1987), la zona tiene un clima cálido subhúmedo, el más seco de los subhúmedos, con una temperatura media anual de 24,3 °C. Y una precipitación promedio anual de 885,3 mm.

## Perfil sociodemográfico

### Población
De acuerdo a los resultados que presentó el Censo de Población y Vivienda 2010 del INEGI,  el municipio cuenta con un total de 25.346 habitantes.

### Grupos étnicos
Con 122 hablantes de lengua indígena representando un 0,59% del total de la población, esta de manifiesto los grupos étnicos en este municipio. Mientras que su principal lengua indígena es la Náhuatl y la segunda la Mixteco.
De acuerdo a los resultados que presentó el II Conteo de Población y Vivienda en el 2005, en el municipio habitan un total de 73 personas que hablan alguna lengua indígena.

### Religión
En lo que a religión respecta, la religión cristiana es la más predominante con 18.226 habitantes (87.69%), siendo la católica la confesión cristiana más númerosa con 16.187 habitantes (77.88%), le sigue la protestante o evangélica con 2.039 habitantes (9.81%). 
La religión judaica tiene 10 habitantes (0.04%) y otras religiones junto con los ateos y agnósticos suman 2.545 habitantes (12.24%).

## Educación
En el municipio de Tepalcingo se cuenta con la infraestructura necesaria para albergar siete escuelas de educación primaria.
El municipio cuenta con siete escuelas secundarias de las cuales dos son federales y cinco son telesecundarias, y se encuentran en las localidades de: Tepalcingo, Atotonilco, Zacapalco, Huitchila, Ixtlilco El Chico, Los sauces e Ixtlilco El Grande. A nivel medio superior están a la disposición de la población la escuela preparatoria federal por cooperación "Mariano Matamoros”, y el Colegio de Bachilleres plantel 07.

## Salud
El municipio cuenta con centros de salud en las siguientes comunidades: Tepalcingo, Ixtlilco El Chico, San Miguel Ixtlilco, Atotonilco, Huitchila y Zacapalco
En la cabecera municipal existe una clínica del seguro social, un consultorio que atiende a derechohabientes del ISSSTE, también se pueden consultar 5 médicos particulares, las farmacias pueden solventarla demanda de medicinas de la comunidad tepalcinguense.

## Turismo

### Monumentos históricos
El santuario del Señor de Tepalcingo; la iglesia de Santa Mónica (en el poblado de Atotonilco), las iglesias de Santa Cruz y de Nuestra Señora de Guadalupe; la iglesia parroquial de San Martín; y la Hacienda de San Nicolás Tolentino.

### Atractivos turísticos
De las zonas de recreo en el municipio, tenemos el balneario Atotonilco de aguas termales, este balneario tiene fama en todo el país y aún internacionalmente, por las propiedades curativas de sus aguas.
Se cuenta también con: Centro Prehispánico “Pueblo Viejo“, Balneario “Las Termas“ de Atotonilco, Ecoturismo - Sierra de Huautla (en la localidad de El Limón), Cerrito Tepactzin - Vista panorámica y las Presas de las localidades que son de aguas pluviales, así como la feria patronal en honor al Señor de Tepalcingo y a Jesús de Nazaret, que se festeja el tercer día de cuaresma en la cual llegan visitantes de los estados vecinos: Estado de México, Puebla, Tlaxcala, Ciudad de México, Guerrero y Oaxaca, esta feria es la más importante tipo tianguis a nivel nacional en el cual se pueden encontrar artesanías de varios estados. Algunas fiestas que le caracterizan por sus tradiciones: El Huentle (se lee: huencle), cañeros, tecuanes, vaqueritos. tirolesas como la de San Miguel ixtlilco el grande.